# Noureddin Zarrinkelk
Noureddin Zarrinkelk (ou Zarrin Kelk, en persan نورالدين زرين‌کلک, né le 6 avril 1936 à Mashhad en Iran) est un réalisateur de cinéma d'animation et un auteur et illustrateur iranien.

## Biographie
Noureddin Zarrinkelk naît le 6 avril 1936 à Mashhad, en Iran. Sa famille compte plusieurs artistes pratiquant la peinture et la calligraphie persane traditionnelles. À l'âge de 16 ans, il commence à dessiner des caricatures pour des journaux iraniens. Il fait une thèse en pharmacologie puis travaille comme illustrateur pour des livres destinés à la jeunesse. À l'occasion de son travail pour l'Institut iranien pour le développement intellectuel des enfants et des jeunes adultes, il commence à s'intéresser à l'animation. Il voyage alors en Belgique, où il étudie l'animation avec Raoul Servais et commence à travailler à des films d'animation pour enfants. 
De retour en Iran, Noureddin Zarrinkelk devient le principal réalisateur à développer le cinéma d'animation dans son pays. En 1974, il crée la première école d'animation iranienne. Il fonde en 1987 la branche iranienne de l'Association internationale du film d'animation (ASIFA), dont il devient le premier président. Il réalise de nombreux courts métrages, tout en continuant à peindre et à publier des livres illustrés. Il est surnommé le « père de l'animation iranienne ».
Entre 1988 et 1991, il passe trois ans à Hollywood pour réaliser un long métrage d'animation, Sindbad, avec le producteur John Halas, pour une société finlandaise, mais le film reste finalement inachevé.

## Filmographie
- 1970 : Duty, first (court métrage, Belgique)[5]
- 1971 : A Playground for Babousch (court métrage, Belgique)[5]
- 1971 : Flippo and a Train from Hong Kong (court métrage, Belgique)[5]
- 1973 : Association of ideas (court métrage)[5]
- 1974 : Atal matal tootoole (court métrage)
- 1975 : Donya-ye divane divane divane (Le Monde fou, fou, fou, court métrage)
- 1977 : Amir Hamzeh va goor-e delgir (Amir Hamzeh et le zèbre dansant, court métrage)
- 1977 : A Way to Neighbor (court métrage)[5]
- 1980 : Cheshm-e tang-e donyadar (court métrage)
- 1982 : One Two Three More (court métrage)
- 1987 : Super Powers (court métrage)[5]
- 1988-1991 : Sindbad (projet de long métrage, Hollywood, inachevé)[5]
- 1998 : Mysh' i Korova (La Souris et la vache, court métrage, Russie[6] ; également titré Optimus Mundus[5])
- 1998 : Pood (court métrage)[5]
- 1999 : Une identité (court métrage pour l'UNICEF)[7]
- 2007 : Magic Carpet (court métrage)
- 2011 : Bani Adam II (Excellencies, court métrage)

## Publications pour la jeunesse
- Kalāgh-hā [The crows], texte de Nader Ebrahimi, ill. de Noureddin Zarrinkelk, 1970
- L'éléphant et la fourmi (traduit en France chez Planète rêvée, 2009)
- Histoire d'un ver à soie (traduit en France chez Planète rêvée, 2009)
- Si seulement… (traduit en France chez Planète rêvée, 2009)
- La Goutte d'eau (traduit en France chez Planète rêvée, 2009)

## Prix et distinctions
Les courts métrages d'animation de Noureddin Zarrinkelk lui ont valu une quinzaine de prix dans des festivals de cinéma à travers le monde. Plusieurs de ses livres pour la jeunesse ont également reçu des récompenses.
- 1971 : Pomme d'Or de Bratislava[9], de la Biennale d'illustration de Bratislava (BIB) pour ses illustrations de Kalāgh-hā [The crows] (texte de Nader Ebrahimi)
- 1974 : « Honor List »[10], de l' Union internationale pour les livres de jeunesse (IBBY), Catégorie Illustration, pour l'ouvrage Zall va Simorgh.